# Sammy e Rosie vanno a letto
Sammy e Rosie vanno a letto (Sammy & Rosie Get Laid) è un film del 1988 diretto da Stephen Frears. Si tratta di una pellicola incentrata sull'incapacità di vivere (i vecchi non riescono ad abitare un mondo che non riconoscono più, i giovani non riescono e basta) molto ben condotta da uno specialista in divertissement dal tragico finale.

## Trama
Un maturo indù, già uomo politico importante in patria, se ne viene in Europa, a cercare un po' di pace a Londra, dove vivono il figlio e la nuora. Ma nella città che ha mitizzato da ragazzo trova troppe tensioni, troppi odi razziali (il quartiere è pieno di immigrati) e il matrimonio del figlio è un vero disastro. L'indù finirà per impiccarsi.